# Трёх Иерархов (линейный корабль, 1809)
«Трёх Иерархов» или «Три Иерарха»— парусный линейный корабль Балтийского флота Российской империи, участник Отечественной войны 1812 года и последующей войны с Францией 1813—1814 годов. Корабль строился в рамках самой многочисленной серии 74-пушечных парусных линейных кораблей российского флота типа «Селафаил». Был одним из кораблей, пострадавших во время наводнения в Кронштадте 1824 года.

## Описание судна
Представитель серии парусных двухдечных линейных кораблей типа «Селафаил», самой многочисленной серии 74-пушечных линейных кораблей Российского императорского флота. Корабли этой серии строились с 1803 по 1825 год на верфях Санкт-Петербурга и Архангельска. Всего в рамках серии было построено 23 линейных корабля. Все корабли серии отличались прочностью конструкции и отличными мореходными качествами.
Водоизмещение корабля составляло 2700 тонн, длина по сведениям из различных источников 54,25—54,3 метра, ширина — 14,6 метра, осадка — 6,2 метра, а глубина интрюма — 5,82—5,9 метра. Вооружение судна составляли 74 орудия, а экипаж мог состоять от 570 до 610 человек.

## История службы
Линейный корабль «Трёх Иерархов» был заложен на Соломбальской верфи 28 августа (9 сентября) 1807 года и после спуска на воду 9 (21) мая 1809 года вошёл в состав Балтийского флота России. Строительство вёл корабельный мастер седьмого класса A. M. Курочкин.
Принимал участие в Отечественной войне 1812 года и последующей войне с Францией 1813—1814 годов. Входил в состав эскадры вице-адмирала Р. В. Кроуна, которая 11 (23) августа покинула Архангельск и, выдержав по пути сильный шторм, 9 (21) октября прибыла в Свеаборг. Из Свеаборга 28 октября (9 ноября) корабли эскадры ушли в Ширнесс, куда прибыли 29 ноября (11 декабря). До мая 1814 года эскадра Кроуна находилась в Англии, где российские корабли принимали участие в боевых действиях против французов и крейсерских плаваниях совместно с английским флотом.
25 мая (6 июня) 1814 года «Трёх Иерархов» вместе с другими кораблями эскадры ушёл из Ширнесса. 27 мая (8 июня) прибыл в Шербур, откуда с войсками русской гвардии на борту взял курс на Кронштадт. 8 (20) июля корабли эскадры прибыли в Кронштадтский порт.
В 1816 году корабль принимал участие в практическом плавании в Финском заливе. В 1817 году в составе эскадры вице-адмирала Р. В. Кроуна совершил плавание к французским берегам, для доставки из Кале в Кронштадт русских войск.
Во время наводнения в Кронштадте 7 (19) ноября 1824 находился в Военной гавани, был сорван с якорей и отнесён на отмель, с которой, однако, был снят через неделю 15 (27) ноября
В 1827 году корабль «Трёх Иерархов» был переоборудован в магазин в Кронштадте.

## Командиры корабля
Командирами линейного корабля «Трёх Иерархов» в разное время служили:
- капитан 1-го ранга В. И. Терновский (1812—1814 годы)[14];
- капитан 1-го ранга И. Г. Степанов (1816 год)[15];
- капитан 2-го ранга Ф. Я. фон Тизенгаузен (1817 год)[16].

### Комментарии
1. ↑  Также в серию входили «Селафаил» (головной корабль серии), «Сильный», «Орёл», «Северная звезда», «Борей», «Не тронь меня», «Святослав», «Норд-Адлер», «Принц Густав», «Берлин», «Гамбург», «Дрезден», «Любек», «Арсис», «Кацбах», «Ретвизан», «Трёх Святителей», «Святой Андрей», «Сысой Великий», «Прохор», «Князь Владимир» и «Царь Константин».
2. ↑  178 футов.
3. ↑  48 футов.
4. ↑  19 футов 3 дюйма.